# Mistrovství světa v basketbalu žen 2018
18. Mistrovství světa v basketbalu žen 2018 proběhlo od 22. září do 30. září ve Španělsku. Závěrečného turnaje se zúčastnilo 16 reprezentačních týmů, rozdělených do čtyř čtyřčlenných skupin. Vítězové skupin postoupili přímo do čtvrtfinále, týmy na druhém a třetím místě hrály předkolo play off. Titul obhájila reprezentace Spojených států.

## Pořadatelská města
| Španělsko San Cristóbal de La Laguna | Španělsko Santa Cruz de Tenerife |
| Pabellón Insular Santiago Martín     | Palacio Municipal de Deportes    |
| Kapacita: 5 100                      | Kapacita: 3 600                  |

## Základní skupiny

### Skupina A
| Poř. | Tým         | Z | V | P | VB  | OB  | +/- | B | Výsledek              |
| ---- | ----------- | - | - | - | --- | --- | --- | - | --------------------- |
| 1.   | Kanada      | 3 | 3 | 0 | 234 | 173 | +61 | 6 | postup do čtvrtfinále |
| 2.   | Francie     | 3 | 2 | 1 | 224 | 200 | +24 | 5 | zápas o čtvrtfinále   |
| 3.   | Řecko       | 3 | 1 | 2 | 179 | 204 | −25 | 4 | zápas o čtvrtfinále   |
| 4.   | Jižní Korea | 3 | 0 | 3 | 169 | 229 | −60 | 3 | vyřazení              |

| 22. září 2018 | Report | Jižní Korea                                    | 58 – 89 | Francie |  | Palacio Municipal de Deportes Santa Cruz de Tenerife |
| 22. září 2018 | Report | Skóre po čtvrtinách: 23–18, 8–25, 12–23, 15–23 |         |         |  | Palacio Municipal de Deportes Santa Cruz de Tenerife |

| 22. září 2018 | Report | Řecko                                           | 50 – 81 | Kanada |  | Tenerife Sports Pavilion Santiago Martin San Cristóbal de La Laguna |
| 22. září 2018 | Report | Skóre po čtvrtinách: 10–23, 15–28, 13–15, 12–15 |         |        |  | Tenerife Sports Pavilion Santiago Martin San Cristóbal de La Laguna |

| 23. září 2018 | Report | Kanada                                          | 82 – 63 | Jižní Korea |  | Tenerife Sports Pavilion Santiago Martin San Cristóbal de La Laguna |
| 23. září 2018 | Report | Skóre po čtvrtinách: 18–10, 27–14, 16–16, 21–23 |         |             |  | Tenerife Sports Pavilion Santiago Martin San Cristóbal de La Laguna |

| 23. září 2018 | Report | Francie                                         | 75 – 71 | Řecko |  | Tenerife Sports Pavilion Santiago Martin San Cristóbal de La Laguna |
| 23. září 2018 | Report | Skóre po čtvrtinách: 26–17, 12–19, 16–23, 21–12 |         |       |  | Tenerife Sports Pavilion Santiago Martin San Cristóbal de La Laguna |

| 25. září 2018 | Report | Jižní Korea                                   | 48 – 58 | Řecko |  | Palacio Municipal de Deportes Santa Cruz de Tenerife |
| 25. září 2018 | Report | Skóre po čtvrtinách: 17–16, 11–9, 7–20, 13–13 |         |       |  | Palacio Municipal de Deportes Santa Cruz de Tenerife |

| 25. září 2018 | Report | Kanada                                          | 71 – 60 | Francie |  | Palacio Municipal de Deportes Santa Cruz de Tenerife |
| 25. září 2018 | Report | Skóre po čtvrtinách: 12–25, 14–11, 19–10, 26–14 |         |         |  | Palacio Municipal de Deportes Santa Cruz de Tenerife |

### Skupina B
| Poř. | Tým       | Z | V | P | VB  | OB  | +/- | B | Výsledek              |
| ---- | --------- | - | - | - | --- | --- | --- | - | --------------------- |
| 1.   | Austrálie | 3 | 3 | 0 | 260 | 175 | +85 | 6 | postup do čtvrtfinále |
| 2.   | Nigérie   | 3 | 2 | 1 | 217 | 224 | −7  | 5 | zápas o čtvrtfinále   |
| 3.   | Turecko   | 3 | 1 | 2 | 195 | 201 | −6  | 4 | zápas o čtvrtfinále   |
| 4.   | Argentina | 3 | 0 | 3 | 150 | 222 | −72 | 3 | vyřazení              |

| 22. září 2018 | Report | Austrálie                                       | 86 – 68 | Nigérie |  | Tenerife Sports Pavilion Santiago Martin San Cristóbal de La Laguna |
| 22. září 2018 | Report | Skóre po čtvrtinách: 24–17, 18–14, 21–23, 23–14 |         |         |  | Tenerife Sports Pavilion Santiago Martin San Cristóbal de La Laguna |

| 22. září 2018 | Report | Turecko                                       | 63 – 37 | Argentina |  | Tenerife Sports Pavilion Santiago Martin San Cristóbal de La Laguna |
| 22. září 2018 | Report | Skóre po čtvrtinách: 19–11, 14–9, 18–4, 12–13 |         |           |  | Tenerife Sports Pavilion Santiago Martin San Cristóbal de La Laguna |

| 23. září 2018 | Report | Argentina                                     | 43 – 84 | Austrálie |  | Palacio Municipal de Deportes Santa Cruz de Tenerife |
| 23. září 2018 | Report | Skóre po čtvrtinách: 5–21, 8–19, 11–28, 19–16 |         |           |  | Palacio Municipal de Deportes Santa Cruz de Tenerife |

| 23. září 2018 | Report | Nigérie                                        | 74 – 68 | Turecko |  | Palacio Municipal de Deportes Santa Cruz de Tenerife |
| 23. září 2018 | Report | Skóre po čtvrtinách: 7–15, 22–17, 23–10, 22–26 |         |         |  | Palacio Municipal de Deportes Santa Cruz de Tenerife |

| 25. září 2018 | Report | Austrálie                                       | 90 – 64 | Turecko |  | Tenerife Sports Pavilion Santiago Martin San Cristóbal de La Laguna |
| 25. září 2018 | Report | Skóre po čtvrtinách: 32–19, 21–14, 22–16, 15–15 |         |         |  | Tenerife Sports Pavilion Santiago Martin San Cristóbal de La Laguna |

| 25. září 2018 | Report | Argentina                                       | 70 – 75 | Nigérie |  | Tenerife Sports Pavilion Santiago Martin San Cristóbal de La Laguna |
| 25. září 2018 | Report | Skóre po čtvrtinách: 13–19, 16–13, 19–19, 22–24 |         |         |  | Tenerife Sports Pavilion Santiago Martin San Cristóbal de La Laguna |

### Skupina C
| Poř. | Tým       | Z | V | P | VB  | OB  | +/- | B | Výsledek              |
| ---- | --------- | - | - | - | --- | --- | --- | - | --------------------- |
| 1.   | Belgie    | 3 | 2 | 1 | 233 | 176 | +57 | 5 | postup do čtvrtfinále |
| 2.   | Španělsko | 3 | 2 | 1 | 225 | 196 | +29 | 5 | zápas o čtvrtfinále   |
| 3.   | Japonsko  | 3 | 2 | 1 | 217 | 220 | −3  | 5 | zápas o čtvrtfinále   |
| 4.   | Portoriko | 3 | 0 | 3 | 150 | 233 | −83 | 3 | vyřazení              |

| 22. září 2018 | Report | Japonsko                                        | 71 – 84 | Španělsko |  | Tenerife Sports Pavilion Santiago Martin San Cristóbal de La Laguna |
| 22. září 2018 | Report | Skóre po čtvrtinách: 10–20, 11–19, 27–22, 23–23 |         |           |  | Tenerife Sports Pavilion Santiago Martin San Cristóbal de La Laguna |

| 22. září 2018 | Report | Portoriko                                     | 36 – 86 | Belgie |  | Palacio Municipal de Deportes Santa Cruz de Tenerife |
| 22. září 2018 | Report | Skóre po čtvrtinách: 3–18, 3–30, 12–24, 18–14 |         |        |  | Palacio Municipal de Deportes Santa Cruz de Tenerife |

| 23. září 2018 | Report | Belgie                                          | '75 – 77 | Japonsko | 7–9 | Palacio Municipal de Deportes Santa Cruz de Tenerife |
| 23. září 2018 | Report | Skóre po čtvrtinách: 13–17, 19–18, 18–22, 18–11 |          |          | 7–9 | Palacio Municipal de Deportes Santa Cruz de Tenerife |

| 23. září 2018 | Report | Španělsko                                      | 78 – 53 | Portoriko |  | Tenerife Sports Pavilion Santiago Martin San Cristóbal de La Laguna |
| 23. září 2018 | Report | Skóre po čtvrtinách: 8–15, 18–10, 22–10, 30–18 |         |           |  | Tenerife Sports Pavilion Santiago Martin San Cristóbal de La Laguna |

| 25. září 2018 | [ Report] | Japonsko                                        | 69 – 61 | Portoriko |  | Palacio Municipal de Deportes Santa Cruz de Tenerife |
| 25. září 2018 | [ Report] | Skóre po čtvrtinách: 23–15, 20–13, 10–17, 16–16 |         |           |  | Palacio Municipal de Deportes Santa Cruz de Tenerife |

| 25. září 2018 | Report | Belgie                                          | 72 – 63 | Španělsko |  | Tenerife Sports Pavilion Santiago Martin San Cristóbal de La Laguna |
| 25. září 2018 | Report | Skóre po čtvrtinách: 19–15, 20–17, 22–14, 11–17 |         |           |  | Tenerife Sports Pavilion Santiago Martin San Cristóbal de La Laguna |

### Skupina D
| Poř. | Tým      | Z | V | P | VB  | OB  | +/- | B | Výsledek              |
| ---- | -------- | - | - | - | --- | --- | --- | - | --------------------- |
| 1.   | USA      | 3 | 3 | 0 | 289 | 231 | +58 | 6 | postup do čtvrtfinále |
| 2.   | Čína     | 3 | 2 | 1 | 227 | 227 | 0   | 5 | zápas o čtvrtfinále   |
| 3.   | Senegal  | 3 | 1 | 2 | 203 | 231 | −28 | 4 | zápas o čtvrtfinále   |
| 4.   | Lotyšsko | 3 | 0 | 3 | 206 | 236 | −30 | 3 | vyřazení              |

| 22. září 2018 | Report | Lotyšsko                                        | 61 – 64 | Čína |  | Palacio Municipal de Deportes Santa Cruz de Tenerife |
| 22. září 2018 | Report | Skóre po čtvrtinách: 10–17, 20–14, 14–13, 17–20 |         |      |  | Palacio Municipal de Deportes Santa Cruz de Tenerife |

| 22. září 2018 | Report | USA                                             | 87 – 67 | Senegal |  | Palacio Municipal de Deportes Santa Cruz de Tenerife |
| 22. září 2018 | Report | Skóre po čtvrtinách: 18–17, 27–14, 20–17, 22–19 |         |         |  | Palacio Municipal de Deportes Santa Cruz de Tenerife |

| 23. září 2018 | Report | Senegal                                         | 70 – 69 | Lotyšsko |  | Tenerife Sports Pavilion Santiago Martin San Cristóbal de La Laguna |
| 23. září 2018 | Report | Skóre po čtvrtinách: 15–19, 13–10, 22–23, 20–17 |         |          |  | Tenerife Sports Pavilion Santiago Martin San Cristóbal de La Laguna |

| 23. září 2018 | Report | Čína                                            | 80 – 100 | USA |  | Palacio Municipal de Deportes Santa Cruz de Tenerife |
| 23. září 2018 | Report | Skóre po čtvrtinách: 20–25, 19–23, 29–29, 20–23 |          |     |  | Palacio Municipal de Deportes Santa Cruz de Tenerife |

| 25. září 2018 | Report | Senegal                                        | 66 – 75 | Čína |  | Tenerife Sports Pavilion Santiago Martin San Cristóbal de La Laguna |
| 25. září 2018 | Report | Skóre po čtvrtinách: 8–10, 11–20, 28–22, 19–23 |         |      |  | Tenerife Sports Pavilion Santiago Martin San Cristóbal de La Laguna |

| 25. září 2018 | Report | Lotyšsko                                       | 76 – 102 | USA |  | Palacio Municipal de Deportes Santa Cruz de Tenerife |
| 25. září 2018 | Report | Skóre po čtvrtinách: 19–28, 23–24, 8–26, 26–24 |          |     |  | Palacio Municipal de Deportes Santa Cruz de Tenerife |

## Play off

### Kvalifikační kolo
| 26. září 2018 | Report | Čína                                            | 87 – 81 | Japonsko |  | Palacio Municipal de Deportes Santa Cruz de Tenerife |
| 26. září 2018 | Report | Skóre po čtvrtinách: 19–25, 27–19, 21–13, 20–24 |         |          |  | Palacio Municipal de Deportes Santa Cruz de Tenerife |

| 26. září 2018 | Report | Nigérie                                        | 57 – 56 | Řecko |  | Palacio Municipal de Deportes Santa Cruz de Tenerife |
| 26. září 2018 | Report | Skóre po čtvrtinách: 15–15, 16–11, 17–11, 9–19 |         |       |  | Palacio Municipal de Deportes Santa Cruz de Tenerife |

| 26. září 2018 | Report | Francie                                         | 78 – 61 | Turecko |  | Tenerife Sports Pavilion Santiago Martin San Cristóbal de La Laguna |
| 26. září 2018 | Report | Skóre po čtvrtinách: 19–10, 19–17, 20–20, 20–14 |         |         |  | Tenerife Sports Pavilion Santiago Martin San Cristóbal de La Laguna |

| 26. září 2018 | Report | Španělsko                                     | 63 – 48 | Senegal |  | Tenerife Sports Pavilion Santiago Martin San Cristóbal de La Laguna |
| 26. září 2018 | Report | Skóre po čtvrtinách: 17–18, 17–16, 12–6, 17–8 |         |         |  | Tenerife Sports Pavilion Santiago Martin San Cristóbal de La Laguna |

### O 5. - 8. místo
| 29. září 2018 | Report | Francie                                         | 84 – 62 | Nigérie |  | Tenerife Sports Pavilion Santiago Martin San Cristóbal de La Laguna |
| 29. září 2018 | Report | Skóre po čtvrtinách: 18–20, 22–14, 23–10, 21–18 |         |         |  | Tenerife Sports Pavilion Santiago Martin San Cristóbal de La Laguna |

| 29. září 2018 | Report | Kanada                                         | 71 – 76 | Čína |  | Tenerife Sports Pavilion Santiago Martin San Cristóbal de La Laguna |
| 29. září 2018 | Report | Skóre po čtvrtinách: 19–16, 29–18, 14–24, 9–18 |         |      |  | Tenerife Sports Pavilion Santiago Martin San Cristóbal de La Laguna |

### O 7. místo
| 30. září 2018 | Report | Kanada                                         | 73 – 72 | Nigérie |  | Tenerife Sports Pavilion Santiago Martin San Cristóbal de La Laguna |
| 30. září 2018 | Report | Skóre po čtvrtinách: 21–17, 9–18, 19–19, 24–18 |         |         |  | Tenerife Sports Pavilion Santiago Martin San Cristóbal de La Laguna |

### O 5. místo
| 30. září 2018 | Report | Čína                                           | 67 – 81 | Francie |  | Tenerife Sports Pavilion Santiago Martin San Cristóbal de La Laguna |
| 30. září 2018 | Report | Skóre po čtvrtinách: 27–19, 9–18, 14–24, 17–20 |         |         |  | Tenerife Sports Pavilion Santiago Martin San Cristóbal de La Laguna |

### Čtvrtfinále
| 28. září 2018 | Report | USA                                          | 71 – 40 | Nigérie |  | Tenerife Sports Pavilion Santiago Martin San Cristóbal de La Laguna |
| 28. září 2018 | Report | Skóre po čtvrtinách: 9–17, 18–6, 19–12, 25–5 |         |         |  | Tenerife Sports Pavilion Santiago Martin San Cristóbal de La Laguna |

| 28. září 2018 | Report | Austrálie                                     | 83 – 42 | Čína |  | Tenerife Sports Pavilion Santiago Martin San Cristóbal de La Laguna |
| 28. září 2018 | Report | Skóre po čtvrtinách: 24–7, 18–11, 19–16, 22–8 |         |      |  | Tenerife Sports Pavilion Santiago Martin San Cristóbal de La Laguna |

| 28. září 2018 | Report | Belgie                                          | 86 – 65 | Francie |  | Tenerife Sports Pavilion Santiago Martin San Cristóbal de La Laguna |
| 28. září 2018 | Report | Skóre po čtvrtinách: 20–17, 33–14, 14–17, 19–17 |         |         |  | Tenerife Sports Pavilion Santiago Martin San Cristóbal de La Laguna |

| 28. září 2018 | Report | Kanada                                         | 53 – 68 | Španělsko |  | Tenerife Sports Pavilion Santiago Martin San Cristóbal de La Laguna |
| 28. září 2018 | Report | Skóre po čtvrtinách: 16–13, 11–16, 23–18, 3–21 |         |           |  | Tenerife Sports Pavilion Santiago Martin San Cristóbal de La Laguna |

### Semifinále
| 29. září 2018 | Report | Belgie                                          | 77 – 93 | USA |  | Tenerife Sports Pavilion Santiago Martin San Cristóbal de La Laguna |
| 29. září 2018 | Report | Skóre po čtvrtinách: 26–21, 13–19, 18–33, 20–20 |         |     |  | Tenerife Sports Pavilion Santiago Martin San Cristóbal de La Laguna |

| 29. září 2018 | Report | Španělsko                                      | 66 – 72 | Austrálie |  | Tenerife Sports Pavilion Santiago Martin San Cristóbal de La Laguna |
| 29. září 2018 | Report | Skóre po čtvrtinách: 15–23, 20–11, 23–16, 8–22 |         |           |  | Tenerife Sports Pavilion Santiago Martin San Cristóbal de La Laguna |

### O 3. místo
| 30. září 2018 | Report | Španělsko                                       | 67 – 60 | Belgie |  | Tenerife Sports Pavilion Santiago Martin San Cristóbal de La Laguna |
| 30. září 2018 | Report | Skóre po čtvrtinách: 15–15, 17–12, 23–16, 12–17 |         |        |  | Tenerife Sports Pavilion Santiago Martin San Cristóbal de La Laguna |

### Finále
| 30. září 2018 | Report | Austrálie                                       | 56 – 73 | USA |  | Tenerife Sports Pavilion Santiago Martin San Cristóbal de La Laguna |
| 30. září 2018 | Report | Skóre po čtvrtinách: 15–20, 12–15, 11–26, 18–12 |         |     |  | Tenerife Sports Pavilion Santiago Martin San Cristóbal de La Laguna |

## Konečné pořadí
| Pořadí           | Země        |
| ---------------- | ----------- |
| Zlatá medaile    | USA         |
| Stříbrná medaile | Austrálie   |
| Bronzová medaile | Španělsko   |
| 4.               | Belgie      |
| 5.               | Francie     |
| 6.               | Čína        |
| 7.               | Kanada      |
| 8.               | Nigérie     |
| 9.               | Japonsko    |
| 10.              | Turecko     |
| 11.              | Řecko       |
| 12.              | Senegal     |
| 13.              | Lotyšsko    |
| 14.              | Jižní Korea |
| 15.              | Argentina   |
| 16.              | Portoriko   |